# Pićan
 Pićan  (olaszul: Pedena) falu és község Horvátországban, Isztria megyében. Közigazgatásilag Grobnik, Jakomići, Krbune, Kukurini, Montovani, Orič, Sveta Katarina, Tupljak és Zajci települések tartoznak hozzá.

## Fekvése
Az Isztriai-félsziget közepén, Pazintól 12 km-re délkeletre, a D48-as számú Pazin-Kršan út mellett, a Čepić mezőtől nyugatra emelkedő dombok között fekszik.

## Története

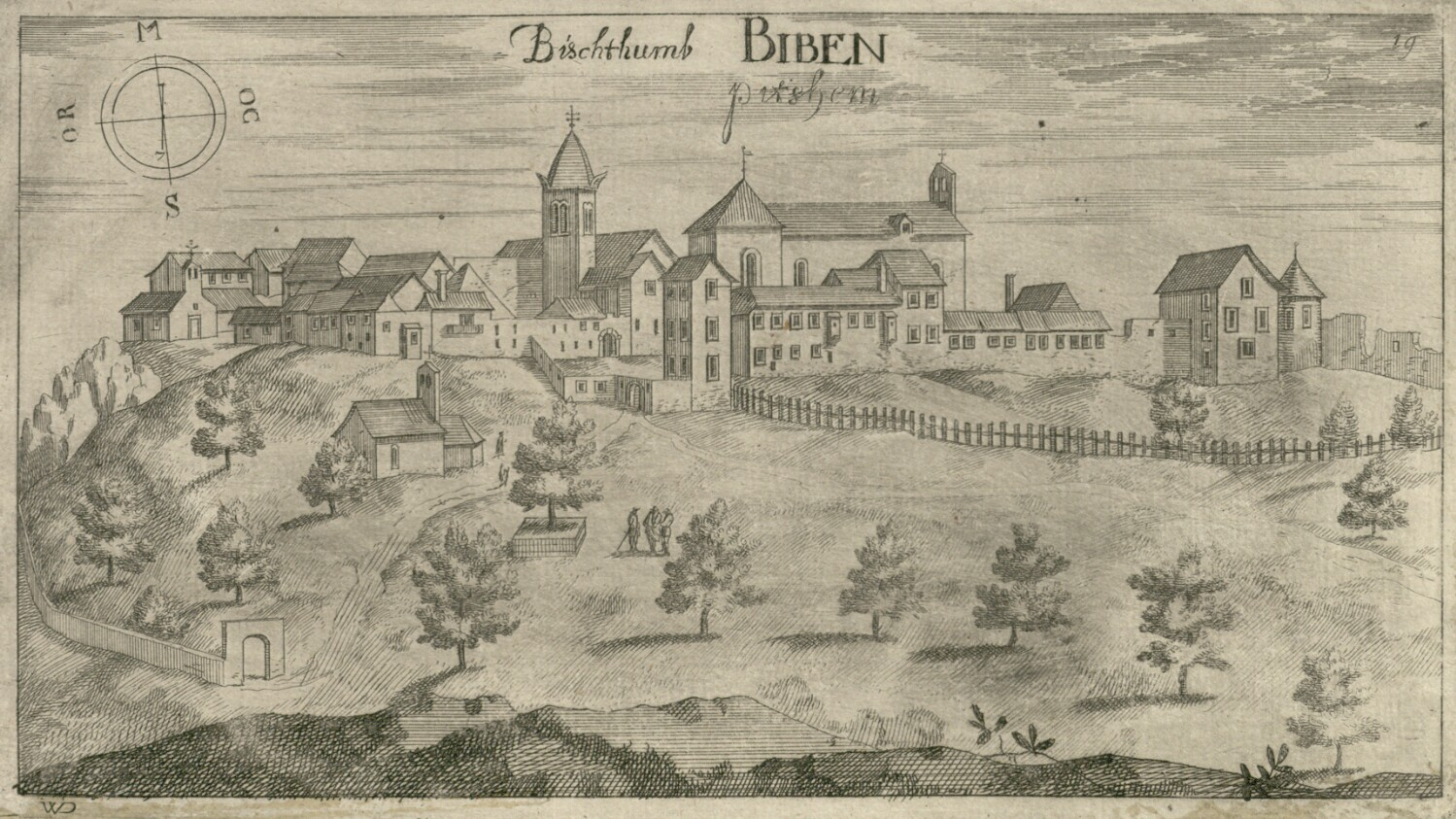
Pićan városa Valvasor 17. századi metszetén

Területén már a történelem előtti időben erődített település állt, majd a rómaiak létesítettek itt katonai tábort és a mellette fekvő "Petena" települést. Pićan a késő római kortól a 18. századig püspökség székhelye volt. Marcianus nevű püspökét 579-ben említik először "episcopus sanctae ecclesiae Petenatis" alakban. Püspökei a középkorban főként német és itáliai származásúak voltak. A Nyugatrómai Birodalom bukása után néhány évvel Justinianus császár visszaállította a római uralmat és a terület egészen 751-ig a Bizánci Birodalom része volt. A kora középkorban a longobárdok, majd az avarok hódították meg Isztria területét. Az avarokkal együtt érkezett szlávok Pannóniából érkezve főként a félsziget belső részein telepedtek le. A 8. század végén 788-ban a frankok hódították meg a területet, melyet 803-tól a karolingok Friuli őrgrófságához csatoltak, majd az Itáliai királyság része lett. Miután I. Ottó német-római császár 952-ben meghódította Itáliát Isztriát a Veronai őrgrófsággal együtt testvérének I. Henrik bajor hercegnek adta. Amikor fia és utódja II. Ottó német-római császár megalapította a Karintiai hercegséget a délnyugati bajor területekkel, Veronával, Karintiával és Stájerországgal együtt Isztriát is hozzá csatolta. III. Ottó német-római császár Pazinnal és birtokaival együtt az aquileiai pátriárkának engedte át. A 12. században Schwarzenburg Menhard görzi gróf lett a hűbérura. A Pazin körüli belső területekkel együtt a császárnak alárendelt Goricai (görzi) grófság (melyet 1379 után Pazini grófságnak neveztek) uralma alatt maradtak és lényegében egészen 1806-ig a Német-Római Császárság része volt. 1508-ban egy időre elfoglalták a velencei hadak. 1653-ban jobbágyfelkelés tört ki a püspök ellen, mely során a felkelők behatoltak a székesegyházba, megtámadták és lerombolták a püspöki palotát és a püspöknek menekülnie kellett. A püspökség megszüntetése (1788) után esperesség központja lett és máig is az maradt. A településnek 1857-ben 2004, 1910-ben 615 lakosa volt. Az első világháború után Olaszország része lett, majd a második világháborút követően Jugoszláviához csatolták. Ekkor a plébánossal együtt néhány olasz család is elmenekült. Jugoszlávia felbomlása után 1991-ben a független Horvátország része lett. 1993-ig Labin községhez tartozott, azóta önálló község központja. Lakói főként mezőgazdasággal és állattartással foglalkoztak. 2011-ben a falunak 283, a községnek összesen 1820 lakosa volt.

## Lakosság
| Lakosság változása | Lakosság változása | Lakosság változása | Lakosság változása | Lakosság változása | Lakosság változása | Lakosság változása | Lakosság változása | Lakosság változása | Lakosság változása | Lakosság változása | Lakosság változása | Lakosság változása | Lakosság változása | Lakosság változása | Lakosság változása |
| ------------------ | ------------------ | ------------------ | ------------------ | ------------------ | ------------------ | ------------------ | ------------------ | ------------------ | ------------------ | ------------------ | ------------------ | ------------------ | ------------------ | ------------------ | ------------------ |
| 1857               | 1869               | 1880               | 1890               | 1900               | 1910               | 1921               | 1931               | 1948               | 1953               | 1961               | 1971               | 1981               | 1991               | 2001               | 2011               |
| 2004               | 2072               | 767                | 508                | 615                | 615                | 2469               | 2660               | 457                | 403                | 385                | 311                | 296                | 316                | 315                | 283                |

## Nevezetességei
- A települést a középkorban védőfalak övezték, melyek részben még mindig állnak. A legépebben a 14. századi városkapu maradt meg, melyet 1613-ban A. Zara püspök felújíttatott. Az előtte balra fekvő parkban áll Nepomuki Szent János 1714-ben emelt szobra.[3]
- A városkapu előtt áll a kis Szent Rókus templom, melynek alapkövét még Gašpar Bobek püspök (1631–34) helyezte el és építése Antonio Marenzi (1637–46) püspök idejében fejeződött be.[3]
- A temető mellett a városfalakon kívül áll a 12. századi egyhajós román stílusú Szent Mihály templom[6] félköríves apszissal. Falfestményeit a 15. század első felében festették (Krisztus szenvedését, a Háromkirályok imádását és az Utolsó ítéletet ábrázolják).[3]
- A városkapu belső oldalától jobbra áll az egykori püspöki palota épülete.
- A 48 méter magas harangtorony 1872-ben épült, a harmadik legmagasabb az Isztria területén. A mellette található az a kő, mely egykor a tized beszedésére szolgált.[3]
- A mai Angyali Üdvözlet plébániatemplom egykor püspöki székesegyház a 14. századi székesegyház alapjain épült. Építését még A. Zara püspök idején kezdődött és 1753-ban Bonifacije Cecotti püspök idejében nyerte el mai formáját, bár Aldrago Piccardi püspök belsejét átépíttette. A templom padozata alatt van eltemetve több pićani püspök. Orgonája a 17. század első felében készült. Sekrestyéjéban 1741-ből származó kora gótikus stílusú, diófából faragott aranyozott ornamentikával díszített szekrény áll, mely egy kereszttel és egy arannyal átszőtt palásttal együtt Mária Terézia ajándékaként került a templomba. Fennmaradt egy 16. századi szentségtartó talpazatán Giovanni Barboa püspök (1525–47) címerével, valamint egy német készítésű kereszt ereklyetartó és egy kétrészes szentolajtartó edényke. Az örökmécses a 17. század végén készült. A reneszánsz főoltáron Valentin Metzinger 1738-ban készített oltárképe áll.[3]